# Čardak (Modriča)
Čardak (szerbül: Чардак), település Bosznia-Hercegovinában, Modriča községben, a Szerb Köztársaság északi régiójában.

## Fekvése
A település Bosznia-Hercegovina északi részén, Dobojtól légvonalban 35, közúton 57 km-re északkeletre, községközpontjától légvonalban 8, közúton 12 km-re keletre, a Szávamenti síkságon, a Boszna jobb oldali mellékvize, a Tolisa mentén,  98-102 méteres magasságban fekszik.

## Népessége
| Nemzetiségi csoport | Népesség 1991 | Népesség 2013 |
| ------------------- | ------------- | ------------- |
| Szerb               | 4             | 4             |
| Bosnyák             | 2             | 1             |
| Horvát              | 976           | 399           |
| Jugoszláv           | 4             | 0             |
| Egyéb               | 20            | 6             |
| Összesen            | 1006          | 410           |

## Története
Augustin Miletić püspök 1813-as jelentése szerint Čardak falu a garevói káplánsághoz tartozott. Čardakban és Kornicában 89 családi ház volt, ahol 576 ember élt. 1868-ban Gradačac önálló káplánsággá vált, és Čardak falu is ehhez tartozott. A horvát lakosságú település 1878-ig tartozott az Oszmán Birodalomhoz. Ekkor a berlini kongresszus határozata alapján az Osztrák-Magyar Monarchia része lett. 1879-ben az első osztrák-magyar népszámlálás során a Gradačaci járáshoz településnek, 53 háztartása, 317 római katolikus, 3 ortodox és 2 muszlim lakosa volt. 1910-ben a Gradačaci járáshoz tartozó településen 94 háztartást és 606 római katolikus lakost találtak. A monarchia szétesésével 1918-ban előbb a Szerb-Horvát-Szlovén Királyság, majd 1929-től a Jugoszláv Királyság része lett. 1921-ben a Gradačaci járáshoz tartozó településnek 639 lakosa volt, mind római katolikusok voltak. Az 1929-es törvény értelmében, amikor Bosznia-Hercegovinát négy banovinára, Drinskára, Vrbaskára, Zetskára és Primorskára osztották, a település a Vrbaska banovina (Orbászi Bánság) része lett, amelynek székhelye Banja Luka volt. 1939-ben a közigazgatás átszervezésével a Hrvatska banovina (Horvát Bánság) része lett.
A második világháborúban Jugoszlávia megszállása után a Független Horvát Állam (NDH) része lett. A második világháború után 1992-ig a település a szocialta Jugoszlávia keretében a Bosznia-Hercegovinai Népköztársaság része volt. A boszniai háború idején a település horvát lakosságát elűzték és az első visszatérők, főként idősek, csak 2000-ben térhettek vissza. A boszniai háborút lezáró daytoni békeszerződés rendelkezése alapján az ország területét felosztották a Bosznia-hercegovinai Föderáció és a boszniai Szerb Köztársaság között. A békeszerződés utáni területmegosztási megállapodás értelmében a település a Boszniai Szerb Köztársasághoz került. 
Stadler érsek 1900-ban 72 ezer forintért vásárolta meg a csardaki „Szent Filoména mezőt”, majd ősszel, 1901. szeptember 23-án 24 szarajevói nővér érkezett a Vrhbosna érsekség ezen birtokára. A nővérek keményen dolgoztak és nagy szegénységben éltek. Az életkörülmények olyan nehézek voltak, hogy tíz fiatal nővér halt meg az első nyolc évben. 1908-ban Stadler érsek egy második birtokot is vásárolt, a „Dolorozát”. 1911-ben a nővérek az érseki „Szent Filoména” birtokról egy romos házba költöztek a „Dolorozán”. 1915-ben Holz építész tervei szerint letették a Fájdalmas Szűzanya templomának, a kolostor épületének és az öt környező falu gyermekeinek általános iskolája alapjait. Ugyanebben az évben a nővérek beköltözhettek a részben elkészült kolostorba, egy évvel később pedig Igrc tiszteletes, a nővérek vezetője hivatalosan is megnyitotta az általános iskolát. A második világháború után a kommunista hatóságok 1946. április 27-i határozatukkal „1400 dunum földet foglaltak el a Doloroza kolostortól, az iskolaépületet, a kolostor jobb szárnyát, az összes melléképületet, az összes mezőgazdasági gépet és az összes mezőgazdasági felszerelést”. E határozat értelmében a nővéreknek az úgynevezett „maximum”, azaz 100 dunum föld és az apácák háza jutott. Az újonnan létrejött rezsim azonban nem volt megelégedve ezzel a döntéssel, ezért 1948-ban második döntést hoztak, amely elvette a nővérektől mindazt, ami Čaradakban volt. A kirabolt és megalázott nővéreknek 1949. július 3-án el kellett hagyniuk szeretett Dolorozájukat, és idővel különféle vállalkozások és társadalmi intézmények költöztek be és ki a kolostoruk területéről. Alaupović érsek 1963. június 7-i rendeletével megalakult a čardaki plébánia, Čardak és Kornica települések Gradačac plébániától, valamint Donji Kladari és Živkovo Polje települések Modriča plébániától való áthelyezésével. A plébániaházat Josip Konopka tiszteletes vásárolta meg, és ugyanebben az évben Jozo Perićet nevezték ki plébánossá. Perić plébános meghívta a Kis Jézus Szolgálóit a plébániára, akik 1963. augusztus 20-án telepedtek le a plébániaházban. A hívek leírhatatlan örömmel fogadták a nővérek visszatérését 14 évnyi üldöztetés után. Perić plébános nagy erőfeszítéseket tett az apácák nevének visszaadásáról 1949 óta tartó vita felfrissítése érdekében. Végül 1971 első felében a nővérek visszakapták romokban heverő Dolorosa kolostorukat. Egy alapos felújítás után az apácák 1972. július 26-án beköltöztek a Szent Anna-templomnál található kolostorba. A háború alatt (1992-1995) a csardaki plébániát 1992. június 25-én a szerb hadsereg foglalta el. A szerb szélsőségesek teljesen lerombolták a kolostort, a plébániatemplomot és az idősek otthonát. Súlyosan megrongálták a plébániaházat, és elégették a plébánia iratait, beleértve a polgári anyakönyveket is.

## Nevezetességei
A Fájdalmas Szűzanya tiszteletére szentelt római katolikus plébániatemplomát 1921-ben szentelték fel. 1992-ben a falut elfoglaló szerb erők lerombolták. A háború után újjáépített templomot 2013-ban szentelték fel.